# Rise of Nations: Rise of Legends
Rise of Nations: Rise of Legends је стратешка игра у реалном времену коју је направила компанија Big Huge Games, а издао ју је Мајкрософт. За разлику од досадашњих стратешких игара које је направио развојни тим Big Huge Games, попут Rise of Nations, а које су биле засноване на историји, Rise of Legends је игра заснована на фантазији која комбинује модерну технологију и магију. У Северној Америци је издата 9. маја 2006. године, а у остатку света 26. маја исте године.

## Преглед
је веома слична своме претходнику, Rise of Nations. Сличности се огледају у истим градовима, границама, истом начину сакупљања ресурса, кампањи „Покори свет“ (енгл. Conquer The World Campaigns) и др. Међутим за разлику од свог претходника овде се појављују градске четврти, контрола хероја је једноставнија, економија је поједностављена (постоје само два ресурса, Тимонијум и злато или ако се игра Куотл кампања, замењено је са Енергијом). За разлику од свог претходника, који је нудио 18 различитих цивилизација, Rise of Legends има само три. Графика је унапређена што доприноси реалистичности игре.

## Играње
има много нових додатака у односу на своје претходнике.

### Градске четврти и зграде
За разлику од већине стратешких игара у реалном времену, у Rise of Nations: Rise of Legends играч почиње са једним градом, али се и друге зграде могу додавати градском центру-дистрикти. Оне дају специјалне ресурсе или да повећају број становника колико играч може да има. Такође служе да прошире град. Међутим са собом носе и неколико предности које утичу на војску, ресурсе, истраживање или магију. Остале зграде су стандардне и укључују фабрике, одбрамбене зграде или зграде за прикупљање ресурса. Постоје три врсте дистрикта, а то су:
- војни: служи за повећање броја становника које цивилизација може да створи. Такође са сваким дистриктом долазе најмање две слободне јединице, а служи и како би побољшало одбрану града.

- трговински: служи како би се повећао капацитет каравана и трговине граду. Доступно је само за цивилизације Винчи и Алин. Куотл користе реакторски дистрикт који служи за прикупљање енергије. Њему није потребан караван већ се ресурси добијају у зависности колико има ових дистриката или рудника тимонијума.

- дворски: служи за ширење града што утиче и на остале дистрикте. Такође је и најскупљи дистрикт. Кошта 250 тимонијума (или 150 тимонијума и енергије за Куотле). Палатски дистрикт се може направити само ако барем три дистрикта који нису дворски. Када се изгради први дворски дистрикт, Град се унапређује у Велики град, а када се изгради следећи дистрикт Велики град се претвара у Величанствени град. Ово је корисно и због истраживања, јер сваким унапређењем града откључавају се нове технологије које се могу истражити.

### Хероји
Свака цивилизација има свој сет хероја. То су јединице које су изузетно јаке и корисније од осталих јединица. Оне имају способности које се током игре надограђују или се добијају нове које се такође могу надоградити. У способности спадају лечење осталих јединица, веће наношење штете за краткотрајан период или призивање нових јединица на неко време. Способности могу деловати на хероја или на друге јединице. Хероји се могу призвати у игри, али то кошта. Сваким новим херојем који се призива следећи је скупљи. Када херој умре он се такође може поново призвати. Хероји који се могу призвати у кампањи и у обичној бици су:
Винчи хероји из обичне игре
- Ђакомо, проналазач Мијане (енгл. Giacomo, Inventor of Miana)
- Ленора, капетан Пирате
- Алесадри, војвода од Венучија

Винчи хероји из кампање
- Ђакомо, проналазач од Миане (Giacomo, Inventor of Miana)
- Карлини, генерал Мијане (Carlini, General of Miana)
- Ленора, капетан Пирате
- Диструцио, Величанствени проналазач (Distruzio, Wayward Prodigy)
- Венца, командант Пирате
- Батаљон, опсадни генерал (Battaglion, Siege General)
- Пулитор, Винчи алхемиста (Pulitore, Vinci Alchemist)
- Алесадри, војвода од Венучија

Алин хероји из обичне мапе
- Саву, Мрачни Алин
- Дакла, чувар песка
- Дамахур, пустињски пламен

Алин хероји из кампање
- Ари, ловац стакла (Arri, Glass Hunter)
- Андромолек, Везир од Ал-Рука (Andromolek, Visier of Al-Rukh)
- Белисари, краљица пустиње (Belisari, Queen of the Desert)
- Дакла, чувар песка (Dakhla, the Sand Warden)
- Дамахур, пустињски пламен (Damanhur, the Desert Flame)
- Саву, Мрачни Алин

Куотл хероји из обичне игре
- Ксил, Бог Сунца (Xil, the Sun God)
- Кзин, Бог Смрти (Czin, God of Death)
- Шок, Богиња Олује (Shok, Goddess of Storm)

Куотл хероји из кампање
- Јонташ, духовни поглавица (Yontash, Spiritchief)
- Какула, Краљ Куотла (Kakoolha, King of the Cuotl)

## Поједначна игра
Појединачна игра тј. кампањска игра је расподељена у три различите кампање. Свака цивилизација је за по једну кампању (играчев лик Ђакомо који је оригинално Винчи херој појављује се у све 3 кампање, али му се изглед и способности мењају). Свака је кампања смештена у једну повећу регију планете Аио, која је подељена на пуно градова-секције тако да игра подсећа на игру Ризико. Свака кампања је подељена у два сегмента Стратегијска мапа и Сценарија.

### Стратегијска карта
Стратегијска мапа је приказ регију у којој се тренутно кампања дешава. Подељена је на више градова-регија које представљају сценарија. Свака регија има своју боју која представља који играч је тренутно поседује. На кампањи се поред градова виде армије које су представљене фигурама хероја. Играчева армија је представљена Ђаковомим херојем, а такође има и друге армије које су представљене другим фигурама најчешће херојским.
Слично као у сценарију тј. у обичној игри градови на карти се могу додавати дистрикти (војни, трговински или рекеаторски, индустријски или магијски и палатски дистрикт). Главни град располаже са 4 различита ресурса:
- истраживачки поени се добијају ако се направе индустријски или магијски дистрикт. Сваки направљени дистрикт доноси 1 поен. Ови поени служе за унапређивање својих јединица у боље и ефикасније у борби или да би се истражиле нове јединице.

- војни поени се добијају ако се изгради војни дистрикт. Ови поени служи да када почнете нови сценарио у кампањи имате више војске.

- новчани поени се добијају када се изгради трговински дистрикт на карти. Ови поени служе да би могли да изградите нове дистрикте.

- херојски поени се добијају током сценарија када се изврши неки задатак и служе за унапређења способности хероја. Ови поени зависе од тежине задатка, што је задатак тежи то више носи ових поена.

Слично као и у сценаријској игри сви градови се могу унапредити у Велике и Величанствене градове после три или шест друга дистрикта. Ово се постиже када се дода дворски дистрикт који даје од све по један поен (осим херојских поена).
Играчи могу доспети у Стратегијској мапи између сценарија. Сваки пут када играч помери своју армију тада постигне један потез. Као и играчи и друге армије могу да се померају и освајају друге територије (укључујући и играчеву). Играчи могу бирати где ће померати своје армије (тј. могу било који сценарио да започну) и да бирају којим ће путем доћи до свог циља. Играч може да помера своју армију и у пријатељску територију, али ако већ два потеза играч не помери своју армију тада непријатељ напада.
Да би играч поразио непријатељску армију, он може напасти територију где се тренутно армија налази или може покорити главни град те регије. Ово се може урадити само ако играч нападне армију док се налази у главном граду, а ако нападне армију у неком другом граду и победи онда он приморава армију да се повлачи.
Да би играч победио у кампањи не мора да доведе све територије под његову контролу већ може да заузме територије које поред имена имају пехар (гол кампање.)

### Сценарио
Кампања је подељена на различите регије које представљају сценарио и имају свој ниво тежине. Како би се приступило сценарију играч помера аватара по стратегијској карти. Постоје две врсте сценарија:
- Сценарио који је везан за причу. То подразумева низ задатака које треба испунити као што је спасавање затвореника, заузимања зграда које се користе за сакупљање ресурса или уништавање непријатељских тврђава. У оваквом типу сценарија најчешће има бонус задатака које доносе ресурсе (најчешће у виду војне помоћи) и притом олакшавају стазу.

- Други врста сценарија подразумева само извршавање једног задатка, а то је уништавање непријатеља освајањем свих њихових градова или освајањем њиховог главног града. Обично у свакој од три кампање има барем три оваква сценарија. Такође ако се завршени сценарио који је везан за причу заузме од стране непријатеља, да би се повратио онда се игра овакав тип сценарија.

## Прича
Прича почиње са Лордом Петрузом, његовим братом Ђакомом и генералом Карлинијем. Пошли су у потрагу да нађу направу од коју су се рудари разбољевали, са задатком да је однесу у Ђакомову лабораторију како би је Ђакомо проучио. Направу је већ пронашао Алесадри Војвода од Венучија иначе заклети непријатељ Петруза и града-државе Мијане. Када их је угледао искористио је ту справу и испалио је ласер који је погодио стење где су пролазили Петрузо и груп. Петрузо умире спасавајући Ђакома од стена, а Ђакомо креће у осветнички поход.
Успут помаже да би се прекинула опсада Пирате и Ленора њихов вођа се придружује на његовом задатку. Касније они ослобађају Војводине бивше команданте које се нису слагале са његовом политиком и сазнали су од њих да Војвода има на располагању непознату ванземаљску технологију.
Ђакомо долази у Венучи и покреће опсаду. На крају разара Венучи, користећи исто оружје звано Чекић (енгл. Hammer) које је намењено њему и Мијани. После битке сазнаје да је Војвода направио други Чекић и док су они водили битку код Венучија, он је однео чекић у Мијану и разорио је остављајући сам пустош иза себе.
Он креће у потеру, у пустињи, али га одједном напада војска злог Духа Марвина. У помоћ му стиже његова пријатељица из детињства Ари са својом војском. Након тога Ленора их напушта. После победе Ари води Ђакома Краљу Алина, који му нуди свакакву помоћ осим војну. Краљ почиње да приповеда причу о Савуу духу који је корумпиран од стране објекта који је пао са неба. Тај објекат му је дозволио да прави магију од Мрачног стакла. Ђакомо жели да ослободи ту земљу од мрачне клетве и креће у Мезекеш, некадашњи највеличанственији град на тим просторима. На крају успева да победи Савуа и ослободи га од утицаја тог објекта. Савуу се на крају ослобађа клетве и прелази на њихову страну.
Међутим чим су изашли из града тамо их чека Војвода са својом армијом и Чекићем. Уз помоћ Леноре и Пирата летелица (које долазе у правом часу) он на крају успева да победи и убије Војводу. Свемирски брод наилази и односи објекат који је Војвода на почетку украо.
Ђакомо жели да сазна више о овим ванземаљцима и путује у Куотлску Кишну шуму. Тамо среће Икс-а, Бога Месеца који тражи објекат сличан ономе који је Војвода имао. Ђакомо се бори са њим и на крају скоро и губи, све док се Карлини не појављује и убија Икс-а. На крају се појављује Кзин, Бог Смрти да покупи објекат и убије Ђакома, али Карлини га изазива на борбу и на крају гине.
Ђакомо проводи неко време да би направио симулацију моћи које је некад има Икс. У својој борби придружује му се Какула прави Краљ Куотла. Ђакомо путује у срцу Кзиновог домена и убија Кзина. На крају се сусреће са холографским приказом ванземаљског лика. Ђакомо уништава машину коју је Кзин започео, док је још унутра. После овога Ђакому се губи траг. Задњи део је где се сусрећу Ленора и Ари у Новој Мијани испред Ђакомове статуе.

## Цивилизације
Постоје три различите расе у овој игри, а то су:

### Винчи
Винчи су технолошка цивилизација. Одликују се тешко наоружаним зградама и јединицама које су базиране на парној машини, баруту и на зупчаним механизмом. На стварање њихове културу је утицала Италија из 16. века и сликар и проналазач Леонардо да Винчи. Предводи их Ђакомо изумитељ из Мијане који користи своје проналаске како би војска била ефектнија на ратишту. Његов главни противник је Алесардри, Војвода (Doge) од Венучија, који је направио велики топ Чекић који је искористио да разори Мијану и одговоран је за смрт Лорда Петруза, Ђакомовог брата и бившег господара Мијане.
Њихова национална моћ је Индустријски пустош (енгл. Industrial Devastation) које активира велику бушилицу под земљом да уништи противника. Ово изазива тотално уништење зграде и бацање противникових јединица на све стране. Такође ова моћ спречава прављење зграде на простору деловања неко време. Даљим истраживањем ове моћи повећава се њен радијус и јачина. Винчи имају додатни ресурс звани Истраживачки поени, који се добијају прављењем Индустријског дистрикта и служе како би се побољшале јединице или да се направе специјалне јединице које се не могу направити никаквим другим путем. Такође ови поени могу призвати јединице за које треба даље истраживање. Играчи могу само једном истражити ову моћ у једном сценарију.

### Алин
Алин су магична цивилизација која се заснива на ватри, песку и стаклу како би направили своје инфраструктуре и војску. Цивилизација је заснована на средњоисточној и арапској култури, као што су на пример 1001 ноћ и поседује створења као што су саламандери, огромни шкорпиони и змајеви. Живе у Калахили пустињи и њихов главни град је Азар-Хариф. Њихова национална моћ може да призове армију која се привремено бори за Алин.
Велики део Алин територије је „инфициран“ мрачним елементом званом Мрачно стакло, моћни магични предмет (у ствари то је моћни део Куотл технлологије), који је духа Савуаа довело до лудила. Да би се спречила инфекција Саву је затворен у град Мезекеш, али је инфекција и даље владала уз помоћ Мрачног терора (Енгл. Dark Terror) због кога су створења направљена од стакла постала удвостручено јача и бешња и нападала народ без милости.

### Куотл
И ако је цела Куотл цивилизација састављена од индиго људи, она је под вођством ванземаљске цивилизације инспирисана од стране цивилизације Маја и по једној теорији о нестанку ове цивилизације. Њихово име је инспирисано именом астечког бога Кецалкоатла. Три ванземаљска бића који имају у поседу ванземаљску технологију су се прогласила за пога свих племена који живе на простору кишне шуме, на југу континента. Њихова имена су Кзин-бог смрти, Икс-бог сунца и Шок-богиња олује. Такође њихов дизајн је направљен под утицајем америчком научно фантастиком.
За разлику од осталих Фракција Куотл фракција не набавља злато путем каравана, већ користи специјалан ресурс Енергију. Такође како би довели на власт неутрална места они користе тимониум за разлику од осталих фракција (ово је направљено као би се направио баланс, јер је тимониум лакше добити него енергија.
Куотловска национална моћ је звездана муња (Star Bolt) која призива један круг који штети зградама и створењима у његовом радијусу. Ова моћ се повећава са даљим истраживањем.